# Wapen van Geleen

Het wapen van de gemeente Geleen

Het wapen van Geleen werd op 13 februari 1889 per Koninklijk Besluit aan de Nederlands Limburgse gemeente Geleen toegekend. Het wapen deed als zodanig dienst tot 1 januari 2001, op die dag fuseerde de gemeente met Born en Sittard tot de gemeente Sittard-Geleen.

## Blazoenering
De blazoenering van het wapen luidt als volgt:
In een veld van goud de staande beelden van de Heiligen Marcellinus en Petrus, het hoofd omgeven door een nimbus, gekleed in Romeinsche toga van sabel, het hoofd en de handen van natuurlijke kleur, ieder in de eene hand houdende een naar omlaag gericht zwaard van zilver, met gevest van goud, en met de andere hand steunende op een met eene gravenkroon gedekt gevierendeeld schild; het eerste en vierde kwartier van keel beladen met een achtkoppig slangenkruis van zilver; het tweede en derde kwartier van zilver beladen met 3 koekjes van keel, geplaatst 2 en 1. Het schild omgeven door het randschrift "Gemeentebestuur van Geleen".
Het wapen is goud van kleur met daarop de twee heiligen Marcellinus en Petrus. De gezichten en handen van de heiligen zijn vleeskleurig. Ze hebben beide om het hoofd een gouden aureool. Hoewel het aureool en het schild beide van goud zijn, en dit in de heraldiek in principe niet is toegestaan, is dit wapen geen raadselwapen. Lichaamsdelen mogen toch metaal op metaal of kleur op kleur zijn. Als kleding dragen ze beide een zwarte toga. De beide heiligen houden ook een hand een zilveren zwaard vast dat naar beneden gericht op de grond staat. Met de andere hand houden de heiligen een klein schild vast. Dit schild bestaat uit vier delen. Het eerste en vierde deel zijn rood van kleur met daarop een zilveren kruis. De uiteinden van de armen zijn gesplitst in slangenkoppen. Het tweede en derde deel zijn van zilver met daarop drie rode koeken. De koeken staan, per kwartier, met twee boven en een onder. Het wapen zelf is omgeven door een lint waarop staat: Gemeentebestuur van Geleen.

## Symboliek
Het kleine schild in het wapen toont twee familiewapens: het slangenkruis is afkomstig uit het wapen van de graven van Huyn van Amstenrade en de drie koeken komen uit het wapen van het geslacht Van Gronsveld. De twee heiligen, Marcellinus en Petrus, zijn de parochieheiligen. De zwaarden symboliseren een christelijke martelaarsdood. In 1536 zou een zegel gebruikt zijn waarop de heiligen afgebeeld staan.

## Vergelijkbare wapens
De volgende wapens hebben op historische gronden overeenkomsten met het wapen van Geleen.

Maria Huyn van Amstenrade 17e eeuw
Het wapen van Beek, waarbij het familiewapen eveneens is opgesplitst
Het wapen van Amstenrade, met het familiewapen van Huyn van Amstenrade
Het wapen van Onderbanken
Het wapen van Brunssum, idem
Het wapen van Jabeek, idem
Het wapen van Merkelbeek, idem
Het wapen van Oirsbeek, idem
Het wapen van Schinnen, idem
Het wapen van Schinveld, idem
Het wapen van Spaubeek, toont de heilige Laurens met het familiewapen